# Schloss Ebreichsdorf

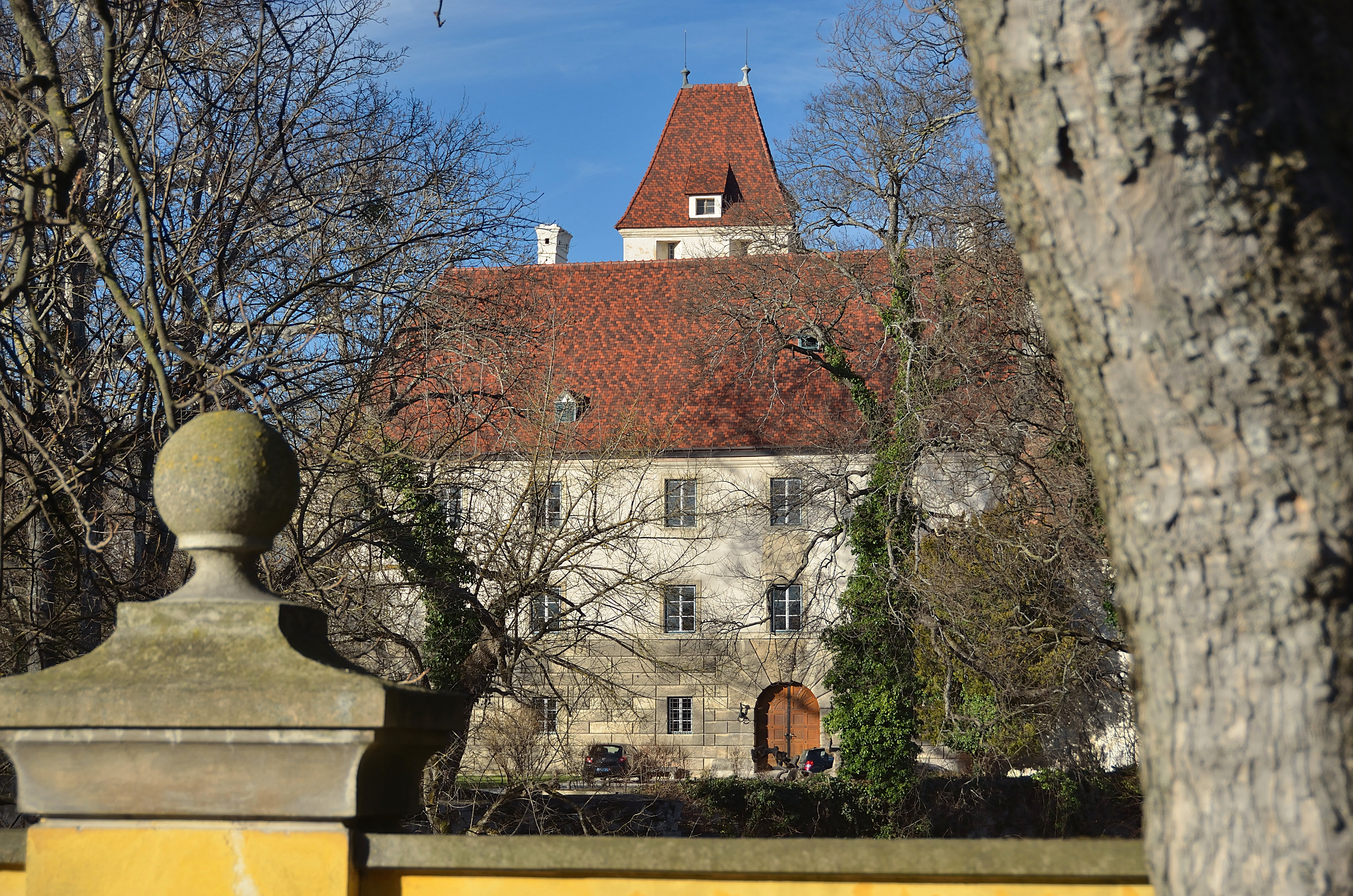
Das Schloss Ebreichsdorf

Schloss Ebreichsdorf ist ein Wasserschloss in Ebreichsdorf in Niederösterreich.

## Geschichte
Erstmals 1294 wurde in einer Heiligenkreuzer Urkunde ein Otachar von Ebreichsdorf genannt. In Kaltengange, einem heute nicht mehr existierenden Ort, bestand eine Burg von größerer wehrpolitischer Bedeutung. Ebreichsdorf zählte gemeinsam mit den benachbarten Burgen Ebenfurth und Pottendorf zu einer Kette von Wehrbauten, die das Wiener Becken vor Einfälle aus dem Osten schützen sollte.
1328 waren Ulrich II. von Pergau und sein Bruder Berthold die Besitzer der Herrschaft. In der zweiten Hälfte des 14. Jahrhunderts gehörte Ebreichsdorf der ritterlichen Wiener Ratsbürgerfamilie von Tirna. Rudolf von Tirna gilt als Stifter der Schlosskapelle. Wegen hoher Schulden musste er 1393 die Burg dem Wiener Schottenstift übergeben. Danach folgten die Herren von Walsee. 1450 ging die Herrschaft durch Kauf an den Wiener Kaufmann Simon Pötel über. Er bewohnte das Schloss seit 1462 ständig.
Noch 1474 wurde die Burg gegen die vordringenden Ungarn erfolgreich verteidigt, fiel aber bald danach in die Hände von Matthias Corvinus und war bis zum Pressburger Frieden von 1491 mit einer ungarischen Besatzung belegt. 1529 gelang es türkischen Streifscharen, die Besatzung zu überrumpeln und die Burg teilweise zu zerstören.
In der ersten Hälfte des 16. Jahrhunderts stellten die Meneses und dann die Zelkinger die Burgherren. Carl Ludwig von Zelking, der Schloss Sierndorf bewohnte, verkaufte die Herrschaft 1568 an Hieronymus Beck von Leopoldsdorf. Dieser ließ den alten Wehrbau in ein Renaissanceschloss mit drei Türmen umbauen und vergrößern, was wegen des sumpfigen Bodens nicht einfach war. Er veranlasste die Pflasterung der Wassergräben. Freiherr von Beck besaß in Ebreichsdorf eine erlesene Bibliothek. Ein im Schlosspark eingerichtetes Lapidarium zählte zu den bedeutendsten archäologischen Sammlungen seiner Zeit.

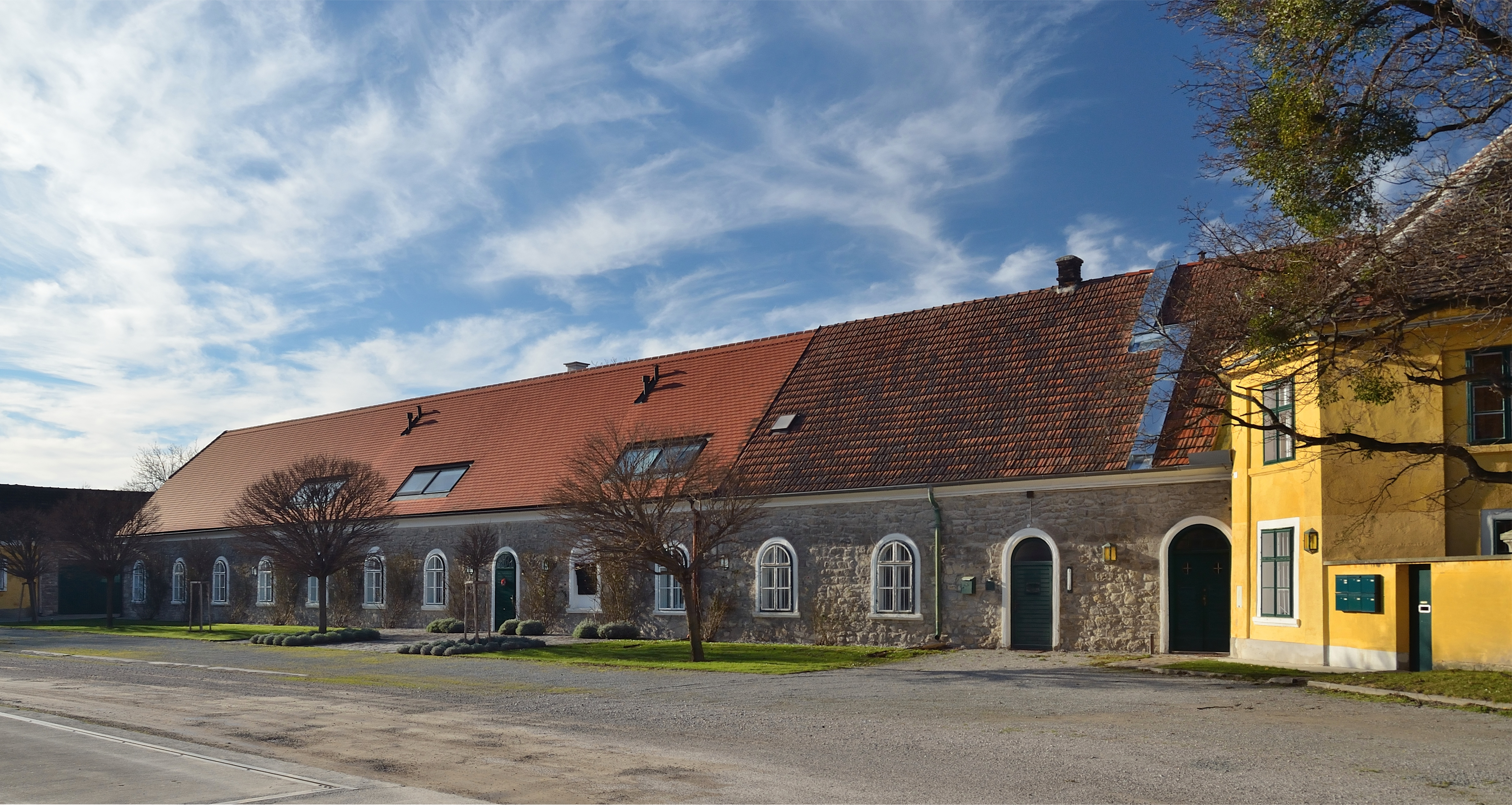
Hofgebäude

1683 war das Schloss so gut gerüstet, dass alle Angriffe der Türken abgewendet werden konnten. Nun folgte wieder eine Reihe von Besitzern, zu denen der Wiener Bürgermeister Daniel Moser (1639), die Familie Collalto (1686) und Josef Anton Pilati-Thassul (1704) gehörten. Letzterer ließ die bereits beschädigten Wälle sowie den Graben erneuern, das Schloss barockisieren und nochmals festungsähnlich ausbauen. Die Vorburg sowie einer der Türme wurden abgetragen. Im Jahre 1747 wird Franz von Wiesenhütten als Eigentümer genannt, doch gehörte Ebreichsdorf bereits zwei Jahre später der Familie Bartenstein, die es fast 80 Jahre lang besaß. Auch im 19. Jahrhundert gab es mehrere Besitzer. Es waren die Familien Kolowrat-Liebsteinsky (1843) und deren Erbin, Gräfin Rosa Spiegel, Arco-Zinneberg (1873) und Pongracz-Metternich. 1890–1891 erfolgte eine Generalrenovierung im historistischen Stil durch den Architekten Ludwig Wächtler.
1909 übernahm die Industriellenfamilie Drasche-Wartinberg bzw. Richard von Drasche-Wartinberg das Schloss und ließ umfangreiche Restaurierungsarbeiten durchführen. Nach den Plünderungen und Devastierungen des Jahres 1945 und der Besatzungszeit wurde das Schloss in den Jahren 1959 bis 1963 komplett restauriert und mit neuem Inventar ausgestattet. Es dient heute noch der Familie Drasche-Wartinberg als Wohnsitz. In einem Teil des Parks befinden sich ein Golfplatz sowie ein Pologelände. Das Schloss ist nicht zu besichtigen.

## Architektur

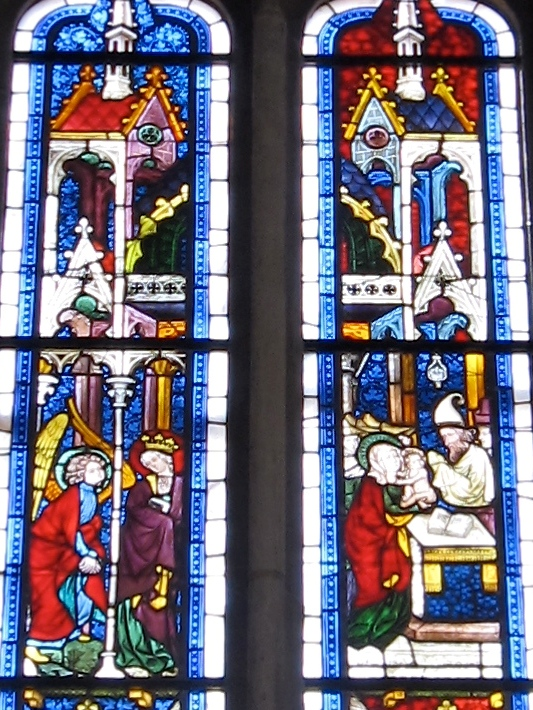
Buntglasfenster aus der Schlosskapelle, heute in der Zweigstelle des Metropolitan Museum of Art The Cloisters in New York

Das Wasserschloss liegt am Westrand der gleichnamigen Kleinstadt Ebreichsdorf und ist von einem ausgedehnten, Englischen Park umgeben. Im Süden des Schlosses befinden sich die Wirtschaftsgebäude. Der Park ist von einer langen Mauer umgeben. Stadtseitig gibt es ein frühklassizistisches Prachtportal mit Eisengitter und Pfeilern mit Vasen und mit Hunden spielenden Putten. Das Schloss selbst wurde auf einem bastionierten Fünfeck inmitten eines Teiches erbaut. Der Zugang erfolgt über eine dreibogige Steinbrücke.
Auf der Südterrasse befindet sich die freistehende, gotische Kapelle, die dem Fest Himmelfahrt Mariens geweiht ist. Der nahezu quadratische Bau wurde im 19. Jahrhundert stark erneuert. 1891 wurde ein Dachreiter mit Glocke aufgesetzt. Der vorspringende Chor hat einen 5/8-Schluss. Das Kreuzrippengewölbe des Einstützenraums wird von einer achteckigen Mittelsäule getragen. Hohe Maßwerkfenster belichten den Raum. Die um 1390 entstandenen Glasgemälde der drei Chorfenster, die das Leben Jesu zeigen, wurden 1922 verkauft. Teile davon befinden sich heute im Museum für angewandte Kunst in Wien sowie in einigen amerikanischen Museen wie The Cloisters. Bemerkenswert ist eine spätgotische Sakramentsnische mit reicher Maßwerkbekrönung. Eine einst hier befindliche, gotische Verkündigungsgruppe mit Maria und dem Erzengel Gabriel ist seit 1945 verschwunden. Außen sind drei römische Grabsteine aus der Antikensammlung des Hieronymus Beck angebracht.
Schloss Ebreichsdorf ist ein dreigeschoßiger Bau mit annähernd quadratischem Grundriss (31 × 34 m) um einen rechteckigen Innenhof mit einfachen Erdgeschoß-Bogengängen an der Nordseite. Über dem mittleren Arkadenbogen hat Hieronymus Freiherr von Beck eine Wappenreihe anbringen lassen. Auch die anderen Laubenbögen sind mit Wappen von Familienmitgliedern geschmückt. Die Außenfassaden über dem gequaderten Sockelgeschoß sind glatt verputzt mit Eckquaderungen. Die von Steingewänden gerahmten Fenster der beiden Obergeschoße sind wesentlich größer als jene im Erdgeschoß. Das Rundbogenportal mit rustizierendem Gewände liegt in der Mittelachse der Südfront. Über ihm ist das Familienwappen der Drasche-Wartinberg angebracht. Das steile Walmdach wird an der Nord- und der Ostseite von zwei sechs- bzw. siebengeschoßigen Türmen überragt. Sie sind 27 bzw. 34 m hoch und stammen im Kern aus der zweiten Hälfte des 13. oder der ersten Hälfte des 14. Jahrhunderts. Der nördliche Turm hat ein einfaches Zeltdach, der östliche Turm hat unter seinem Spitzhelm eine Renaissancegalerie mit vier Erkern über den Gebäudeecken. Die Balustrade wurde 1890 hinzugefügt. Im Dachbodenbereich finden sich an den Turmkanten kleine Buckelquader. Die Innenräume sind weitgehend modernisiert. Im ersten Stock gibt es große Säle, die die gesamte Tiefe des jeweiligen Traktes einnehmen. In zwei kleineren Räumen sind mit Blumen und Fruchtranken bemalte Balkendecken erhalten. Sie sind mit Cath. Moser 1660 bezeichnet. Ein kreuzgratgewölbter Raum im Südostteil weist bemerkenswerte Gewölbemalereien (Rankenwerk und Tiere) aus der Zeit um 1581–1588 auf. Sie wurden 1959–1960 freigelegt.